# Mohamed Saliou Camara
Pour les articles homonymes, voir Camara.
Cet article possède un paronyme, voir Mohamed Camara.
Mohamed Saliou Camara, né le 16 décembre 1993 en Guinée, est un lutteur libre guinéen.

## Palmarès
| Année | Compétition              | Lieu     | Résultat | Catégorie |
| ----- | ------------------------ | -------- | -------- | --------- |
| 2019  | Championnats d'Afrique   | Hammamet | 3e       | 97 kg     |
| 2019  | Jeux Africains           | Rabat    | 10e      | 97 kg     |
| 2019  | Jeux mondiaux militaires | wuhan    | 15e      | 97 kg     |

## Parcours sportif
Il a représenté la Guinée aux Championnats d'Afrique Hammamet 2019, terminant médaille de Bronze du tournoi dans la catégorie des 97 kilogrammes 
Lors des Jeux panafricains de Rabat, il s'est classé dixième au classement du tournoi de 97 kilogrammes de combat libre 97 Kg,.
Aux Jeux mondiaux militaires à Wuhan en 2019 il a terminé à la quinzième place dans les 97 kg.